# Peter Rheinberger
Peter Rheinberger (Vaduz, 3 de janeiro de 1831 – Vaduz, 19 de outubro de 1893) foi engenheiro e capitão do Exército de Liechtenstein. Mais tarde, ele se tornou uma figura política e serviu no Landtag de Liechtenstein. Ele era um membro da proeminente família Rheinberger.

## Biografia
Rheinberger nasceu em 3 de janeiro de 1831 em Vaduz, filho de Johann Peter Rheinberger e sua mãe Elisabeth Carigiet como um dos onze filhos, incluindo seu irmão Josef Rheinberger. De 1845 a 1848 frequentou a escola em Chur, onde foi ensinado por Peter Kaiser. 

## Carreira militar
Em 1848 ingressou na escola de cadetes em Sigmaringen e depois ingressou no Exército de Liechtenstein. Ele foi promovido a cabo em 1º de janeiro de 1849 e depois a tenente em 1º de janeiro de 1849. Ele esteve envolvido na ação militar para esmagar a revolução durante a Revolução de Baden em 1849, após o que foi estacionado na guarnição do Castelo de Vaduz. Quando não estava no serviço militar, Rheinberger estudou engenharia civil em Munique de 1855 a 1856. Ele então trabalhou no escritório de construção ferroviária em Chur até 1859, onde esteve envolvido na construção da linha ferroviária Weesen-Schänis. 

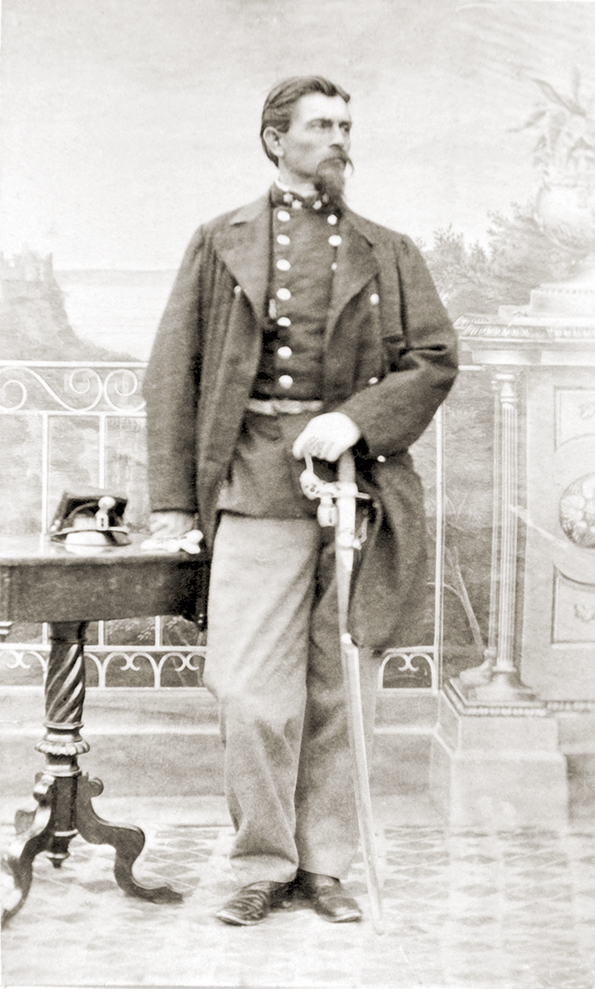
Rheinberger uniformizado como primeiro-tenente por volta de 1860

Em 1859, Rheinberger conheceu João II em Bonn, onde foi promovido a primeiro-tenente e colocado no comando das forças armadas de Liechtenstein em 15 de junho de 1859, sendo o único Liechtensteiner a ocupar esta posição. Nesta posição, juntamente com Andreas Walch, supervisionou a sua reorganização e o funcionamento administrativo dos militares.  Durante a Guerra Austro-Prussiana de 1866, João II colocou os militares liderados por Rheinberger à disposição da Confederação Alemã, mas apenas para “defender o território alemão do Tirol”.  No entanto, a guerra foi impopular entre a população e enfrentou resistência do Landtag do Liechtenstein, como resultado João II prometeu um empréstimo ao país e recusou que os seus homens lutassem contra outros alemães.  Os militares tomaram posição no Stilfser Joch, no sul do Liechtenstein, para defender a fronteira Liechtenstein/Áustria contra os ataques dos italianos sob o comando de Giuseppe Garibaldi. Quando a guerra terminou, em 22 de julho, os militares marcharam para casa para uma recepção cerimonial em Vaduz.  Rheinberger foi promovido a capitão em 1º de setembro de 1866. 
Após a dissolução da Confederação Alemã em 1866, em combinação com a sua impopularidade entre a população devido à guerra de 1866 e o custo crescente para mantê-la, o Liechtenstein dissolveu o seu exército de 80 homens em 12 de fevereiro de 1868 e declarou a sua neutralidade permanente, na qual Rheinberger recebeu alta.   Pouco depois de sua morte em 1893, os ex-soldados do exército de Liechtenstein fundaram uma associação de veteranos, da qual Andreas Walch foi nomeado presidente no funeral de Rheinberger. 

## Carreira política
Após a dissolução das forças armadas de Liechtenstein em 1868, Rheinberger tornou-se engenheiro estatal e conselheiro técnico do governo de Liechtenstein. Durante este período, entre outras coisas, incluiu a construção de açudes no Reno de Balzers a Ruggell e a construção de estradas no Liechtenstein, nomeadamente a estrada Vaduz–Triesenberg–Sücka, que foi concluída em 1868.  Seu trabalho também incluiu a construção de um novo edifício para o Landtag de Liechtenstein, chamado Ständehaus, que incluía uma sala de reuniões, escritórios de tribunal, apartamentos e uma prisão. O edifício serviu como ponto de encontro do Landtag de 1868 a 1905, quando se tornou escola pública de 1911 a 1952, depois escola secundária de Vaduz até 1961, quando foi temporariamente propriedade da Biblioteca Estadual de Liechtenstein antes de ser demolido em 1970.  Ele, juntamente com Alois Schauer, conduziu o primeiro levantamento no Liechtenstein, que incluiu a criação de um novo registo predial. 
Em quatro ocasiões não consecutivas, de 1872 a 1877, de 1878 a 1882 e finalmente de 1886 a 1893, Rheinberger serviu como membro do Landtag de Liechtenstein.  Nesta posição, ele também atuou temporariamente como membro do comitê de finanças e estado. Em 1872, ele foi membro da delegação que solicitou a Johann que permitisse a permissão de cassinos em Liechtenstein, mas ele recusou e, em vez disso, concedeu um empréstimo sem juros para construir uma barragem no Reno. 

## Vida pessoal
Rheinberger casou-se com Theresia Rheinberger (22 de junho de 1834-14 de janeiro de 1901), irmã do prefeito de Vaduz Alois Rheinberger, em 30 de junho de 1863 e tiveram quatro filhos.  Sua filha Hermine Rheinberger tornou-se a primeira autora feminina de Liechtenstein. 
Ele morreu em 19 de outubro de 1893 em Vaduz, aos 62 anos. 